# Limbo (プログラミング言語)
Limbo は分散システム構築用プログラミング言語であり、Infernoオペレーティングシステムでのアプリケーションソフトウェア作成に使う。ベル研究所の Sean Dorward、Phil Winterbottom、ロブ・パイクが設計した。
Limbo コンパイラはアーキテクチャ独立なオブジェクトコードを生成し、それを Dis 仮想機械でインタプリタ実行するか、性能を強化するために実行直前にコンパイルする。したがって、Limbo で書いたアプリケーションは全ての Inferno プラットフォーム上で動作可能である。
Limbo における並行性の方式は、アントニー・ホーアの Communicating Sequential Processes (CSP) に影響を受けている。

## 言語機能
Limbo は次のような機能を備えている。
- モジュラープログラミング
- 並行プログラミング
- 強い型チェック （コンパイル時と実行時）
- 型付きチャンネル上のプロセス間通信
- 自動ガベージコレクション
- 単純抽象データ型

## 例
Limbo は Pascal 風の定義（宣言）を採用している（VAR というキーワードはない）。
```
name
 
:=
 
type
 
value
;

name0
,
name1
 
:
 
type
 
=
 
value
;

name2
,
name3
 
:
 
type
;

name2
 
=
 
value
;

```

### Hello world
```
 
implement
 
Command
;

 

 
include
 
"sys.m"
;

     
sys
:
 
Sys
;

 

 
include
 
"draw.m"
;

 

 
include
 
"sh.m"
;

 

 
init
(
nil
:
 
ref
 
Draw
->
Context
,
 
nil
:
 
list
 
of
 
string
)

 
{

     
sys
 
=
 
load
 
Sys
 
Sys
->
PATH
;

     
sys
->
print
(
"Hello World!
\n
"
);

 
}

```

## 書籍
Inferno の第3版と Limbo は Phillip Stanley-Marbell の教科書的著書 Inferno Programming with Limbo ISBN 0-470-84352-7 (Chichester: John Wiley & Sons, 2003) で解説されている。Martin Atkins、Charles Forsyth、ロブ・パイク、Howard Trickey による書籍 "The Inferno Programming Book: An Introduction to Programming for the Inferno Distributed System" も執筆が開始されたが、未だにリリースされていない。